# Isaac Núñez de Arenas
Isaac Núñez de Arenas (Huete, 3 de juny de 1812 - 2 d'abril de 1869) va ser un jurista, periodista i escriptor espanyol.
Nascut a la localitat de Huete el 3 de juny de 1812, era fill de Leoncio Núñez de Arenas, fidel de fechos de la Reial Hisenda de Huete, i de María del Carmen Blanco. Va estudiar lleis en Alcalá de Henares i Madrid, on es va establir. Va col·laborar en La Legalidad, El Español, Juventud Republicana, El Nuevo Régimen, El Heraldo Escolar i La Asamblea Federal. Va ser auditor de guerra i ministre togado del Tribunal Suprem de Guerra i Marina. Catedràtic de Literatura en la Universitat Central, va ser escollit membre de la Reial Acadèmia Espanyola de la Llengua, va treballar en el seu Diccionario i Diccionario de sinónimos. Es va casar amb Matilde Castro Irastorza i era germà de Bernardino Núñez de Arenas.Va morir el 2 d'abril de 1869.

## Obres
Va publicar una Gramática general, Elementos filosóficos de literatura estética, Bases para la reforma de la Justicia Militar i dues traduccions, la dels tres toms del Curso completo de Filosofía de M. J. Tissot (Madrid, 1850) i una de la novel·la d'Edward Bulwer-Lytton, Los últimos días de Pompeya. També compusà un Discurso pronunciado en la solemne inauguración del año académico de 1862 a 1863 en la Universidad Central... (Madrid, 1862). Comedias escogidas de don Juan Ruiz de Alarcón (3 vol. Madrid).